# Adriaan Wildschutt
Adriaan Wildschutt (* 3. Mai 1998 in Ceres) ist ein südafrikanischer Leichtathlet, der sich auf den Langstreckenlauf spezialisiert hat. Aktuell ist er Inhaber der südafrikanischen Landesrekorde über 3000, 5000 und 10.000 Meter.

## Sportliche Laufbahn
Erste internationale Erfahrungen sammelte Adriaan Wildschutt im Jahr 2019, als er bei der Sommer-Universiade in Neapel im 10.000-Meter-Lauf in 29:36,39 min die Bronzemedaille hinter seinem Landsmann Mokofane Milton Kekana und Hiroki Abe aus Japan gewann. 2022 startete er über 3000 Meter bei den Hallenweltmeisterschaften in Belgrad und verpasste dort mit 8:09,24 min den Finaleinzug. Im Juli schied er bei den Weltmeisterschaften in Eugene mit 13:44,32 min im Vorlauf über 5000 Meter aus und gelangte kurz darauf bei den Commonwealth Games in Birmingham mit 27:41,04 min auf Rang fünf über 10.000 Meter. Im Jahr darauf wurde er bei den Weltmeisterschaften in Budapest mit 28:21,40 min 14. über 10.000 Meter. 2024 verbesserte er die Landesrekorde über 5000 und 10.000 Meter und startete über die längere Distanz bei den Olympischen Sommerspielen in Paris, bei denen er mit neuem Landesrekord von 26:50,64 min den zehnten Platz belegte.
2024 wurde Wildschutt südafrikanischer Meister im 5000-Meter-Lauf.

## Persönliche Bestzeiten
- 3000 Meter: 7:32,99 min, 25. August 2024 in Chorzów
  - 3000 Meter (Halle): 7:52,38 min, 26. Februar 2022 in Blacksburg
- 5000 Meter: 12:56,67 min, 30. Mai 2024 in Oslo (südafrikanischer Rekord)
  - 5000 Meter (Halle): 12:56,76 min, 26. Januar 2024 in Boston (südafrikanischer Rekord)
- 10.000 Meter: 26:50,64 min, 2. August 2024 in Paris (südafrikanischer Rekord)